# Szew łzowo-szczękowy
Szew łzowo-szczękowy (łac. sutura lacrimomaxillaris) – szew czaszki łączący kość łzową ze szczęką.
U człowieka składa się z dwóch odcinków przebiegających na przyśrodkowej ścianie oczodołu i bocznej ścianie jamy nosowej. Pierwszy odcinek biegnie pionowo między brzegiem przednim kości łzowej a przyśrodkowym brzegiem bruzdy łzowej wyrostka czołowego szczęki, które razem tworzą dół woreczka łzowego. Drugi odcinek szwu, poziomy, łączy tylną część brzegu dolnego kości łzowej z brzegiem przyśrodkowym powierzchni oczodołowej trzonu szczęki.